# Pays du Mans
Le Pays du Mans est un syndicat mixte situé au centre du département de la Sarthe, en région Pays de la Loire.

## Démographie et organisation territoriale
D'après l'INSEE, la population du Pays du Mans était de 316 641 habitants en 2021, soit 56 % de la population sarthoise. Il couvre une superficie de 1 611 km² et regroupe 90 communes, organisées en 6 intercommunalités :
- Le Mans Métropole
- Communauté de communes de la Champagne Conlinoise et du Pays de Sillé

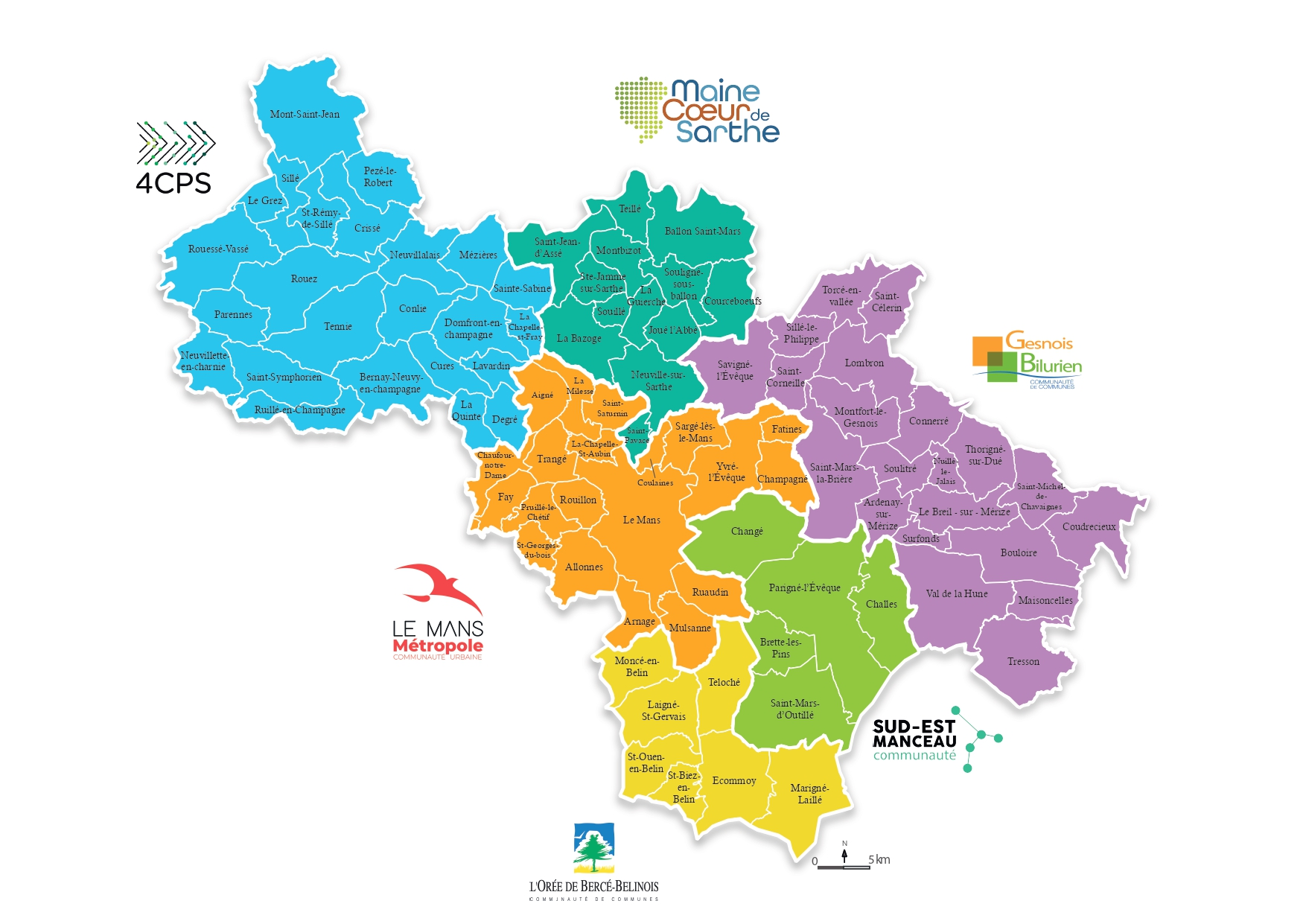
EPCI Pays du Mans 2025

- Communauté de communes Maine Cœur de Sarthe
- Communauté de communes du Sud-Est du Pays Manceau
- Communauté de communes de l'Orée de Bercé Bélinois
- Communauté de communes de Gesnois Bilurien

## Gouvernance et organisation
Le Pays du Mans structure ses missions autour de plusieurs pôles thématiques :
- Finances et partenariats
- Attractivité du territoire : tourisme et culture
- Aménagement et urbanisme, avec notamment la mise en œuvre du Schéma de cohérence territoriale (SCoT)
- Développement durable
- Mobilités en lien avec le pôle Métropolitain Mobilités Le Mans - Sarthe, notamment l'application de la loi d'orientation des mobilités (LOM), des services de transports en commun (Mouv'nGo, illyGO) et de covoiturage en partenariat avec Blablacar et un projet de SERM.
- Santé et cadre de vie

## Récompenses
- « 1er prix du document grand public pour le guide touristique 2005-2008 » au Salon de Rennes le 13 février 2008[1].